# Provinz Malanje
Malanje (auch Malange) ist eine Provinz des afrikanischen Staates Angola. Sie ist als „Land der Riesen-Rappenantilope“ (Palanca negra gigante) bekannt.

## Lage und Geografie
Die Provinz Malanje liegt im Norden Angolas, etwa 300 km östlich der Hauptstadt Luanda auf einer Höhe zwischen 500 und 1500 m. Sie grenzt im Nordwesten an die Provinz Uíge, im Nordosten an die Demokratische Republik Kongo, im Osten an Lunda Norte und Lunda Sul, im Süden an Bié und Cuanza Sul sowie im Westen an Cuanza Norte.
Der äußerste Norden der Provinz ist mit Feuchtsavanne bedeckt, der größere Südteil zählt zur Trockensavanne. Die wichtigsten Flüsse sind Cuanza im Südwesten und Cuango im Nordosten. Große Gebiete nord- und südöstlich der Stadt Malanje wurden zu Schutzgebieten erklärt. Die größten Schutzgebiete der Provinz sind die Reserva Especial do Milando im Norden und die Reserva Natural Integral do Luando am Oberlauf des Cuanza.

## Verwaltung
Die Provinz Malanje teilt sich in 14 Kreise (Municípios) auf, die sich weiter in 66 Gemeinden (Comunas) gliedern. Sie hat etwa 1,14 Mio. Einwohner (Schätzung 2019) auf einer Fläche von 97.602 km². Die Hauptstadt der Provinz ist Malanje.

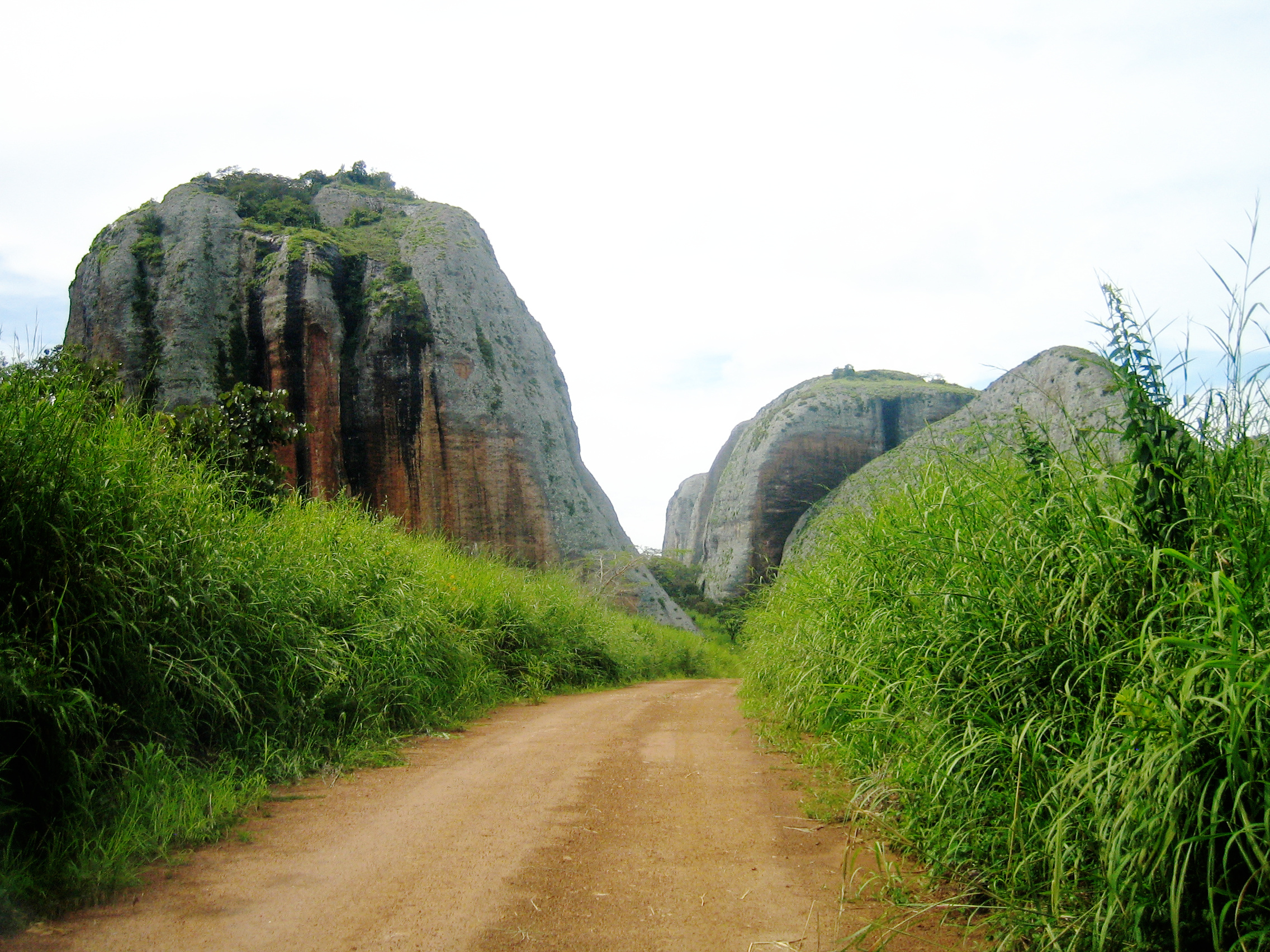
Die „schwarzen Steine“ von Pungo Adongo

- Cacuso
- Calandula
- Cambundi-Catembo
- Cangandala
- Cahombo
- Kiuaba Nzoji
- Cunda Dia Baze
- Luquembo
- Malanje
- Marimba
- Massango
- Mucari
- Quela
- Quirima

## Wirtschaft
Die Provinz ist stark landwirtschaftlich geprägt. Das am intensivsten genutzte Gebiet in der Provinz Malanje ist die Umgebung der Provinzhauptstadt. Hier werden vorwiegend Baumwolle und Zuckerrohr angebaut. Auch Maniok, Süßkartoffeln, Erdnüsse, Reis, Sojabohnen, Sonnenblumen und verschiedene Gemüse werden produziert.
Es werden Diamanten, Kalkstein, Uranerz und Phosphatrohstoffe in der Provinz abgebaut. Es gibt ferner Mangan- und Kupfererzvorkommen.
Der Tourismus hat an Bedeutung gewonnen. Die Provinz wird offiziell zu den touristisch bedeutendsten Regionen im Land gezählt. Grund sind die vielfältigen Naturattraktionen, darunter die Kalandula-Fälle, die Felsformation der „Schwarzen Steine von Pungo Adongo“, zwei Naturschutzgebiete, und der Nationalpark Parque Nacional de Cangandala mit der hier heimischen und als Nationalsymbol geltenden Riesen-Rappenantilope, die Palanca negra gigante.